# Gerónimo Rulli
Gerónimo Rulli (La Plata, 20 maggio 1992) è un calciatore argentino, portiere dell'Olympique Marsiglia e della nazionale argentina, con cui è diventato campione del mondo nel 2022 e campione del Sud America nel 2024.

## Biografia
Ha ascendenze italiane, in quanto un suo bisnonno era originario del quartiere romano di Settebagni.

## Caratteristiche tecniche
Rulli è un portiere abile sia nel giocare coi piedi che tra i pali grazie ai suoi riflessi e alla tranquillità nel gioco.

## Carriera

### Club

#### Estudiantes
Cresce calcisticamente in patria nell'Estudiantes e dal 2012 al 2014 colleziona 50 presenze nella massima serie argentina.

#### Real Sociedad e Montpellier
Il 1º luglio 2014 si trasferisce per 3.5 milioni di euro al Deportivo Maldonado, che lo manda subito in prestito biennale alla Real Sociedad nella Liga Spagnola. Il 5 luglio 2015 il prestito viene rinnovato per un'altra stagione, e lui poi viene riscattato il 24 giugno 2016. L'8 agosto 2016 viene acquistato per 4.7 milioni di euro dal Manchester City; il giorno successivo torna, nuovamente in prestito, alla Real Sociedad. Il 1º gennaio 2017 viene riscattato dalla Real Sociedad per 7 milioni di euro, con cui firma un contratto fino al 2022.
Il 14 agosto 2019 viene ceduto in prestito al Montpellier.

#### Villarreal
Nel settembre 2020 viene acquistato dal Villarreal per 5 milioni di euro.
Nella finale di Europa League 2020-2021 contro il Manchester United, conclusasi per 1-1 ai tempi regolamentari e terminata ai rigori, Rulli para l'ultimo tiro dal dischetto della squadra avversaria calciato dal portiere dei Red Devils De Gea, oltre a segnare lui stesso il gol del 11-10 consentendo così al Villarreal di vincere la sua prima storica Europa League.

#### Ajax
Il 6 gennaio 2023 viene ceduto per 8 milioni più 2 di bonus  all’Ajax con cui firma un contratto fino al 2026 con opzione per un altro anno.

#### Olympique Marsiglia
Il 12 agosto 2024 viene acquistato dall'Olympique Marsiglia.

### Nazionale
Riceve la sua prima convocazione nella nazionale argentina nel marzo 2015. In seguito viene convocato per le Olimpiadi 2016 in Brasile, mentre l'esordio in nazionale maggiore avviene il 7 settembre 2018 in amichevole contro il Guatemala.

## Statistiche

### Presenze e reti nei club
Statistiche aggiornate al 11 gennaio 2025.
| Stagione             | Squadra              | Campionato           | Campionato | Campionato | Coppe nazionali | Coppe nazionali | Coppe nazionali | Coppe continentali | Coppe continentali | Coppe continentali | Altre coppe | Altre coppe | Altre coppe | Totale | Totale |
| Stagione             | Squadra              | Comp                 | Pres       | Reti       | Comp            | Pres            | Reti            | Comp               | Pres               | Reti               | Comp        | Pres        | Reti        | Pres   | Reti   |
| -------------------- | -------------------- | -------------------- | ---------- | ---------- | --------------- | --------------- | --------------- | ------------------ | ------------------ | ------------------ | ----------- | ----------- | ----------- | ------ | ------ |
| 2012-2013            | Estudiantes (LP)     | PD                   | 12         | -5         | CA              | 3               | -3              | -                  | -                  | -                  | -           | -           | -           | 15     | -8     |
| 2013-2014            | Estudiantes (LP)     | PD                   | 38         | -26        | CA              | 0               | 0               | -                  | -                  | -                  | -           | -           | -           | 38     | -26    |
| Totale Estudiantes   | Totale Estudiantes   | Totale Estudiantes   | 50         | -31        |                 | 3               | -3              |                    | -                  | -                  |             | -           | -           | 53     | -34    |
| 2014-2015            | Real Sociedad        | PD                   | 22         | -27        | CR              | 3               | -2              | UEL                | 1                  | -1                 | -           | -           | -           | 26     | -30    |
| 2015-2016            | Real Sociedad        | PD                   | 36         | -43        | CR              | 1               | 0               | -                  | -                  | -                  | -           | -           | -           | 37     | -43    |
| 2016-2017            | Real Sociedad        | PD                   | 38         | -53        | CR              | 6               | -10             | -                  | -                  | -                  | -           | -           | -           | 44     | -63    |
| 2017-2018            | Real Sociedad        | PD                   | 26         | -45        | CR              | 0               | 0               | UEL                | 8                  | -10                | -           | -           | -           | 34     | -55    |
| 2018-2019            | Real Sociedad        | PD                   | 27         | -35        | CR              | 2               | -1              | -                  | -                  | -                  | -           | -           | -           | 29     | -36    |
| Totale Real Sociedad | Totale Real Sociedad | Totale Real Sociedad | 149        | -203       |                 | 12              | -13             |                    | 9                  | -11                |             | -           | -           | 170    | -227   |
| 2019-2020            | Montpellier          | L1                   | 25         | -27        | CF+CdL          | 3+0             | 0               | -                  | -                  | -                  | -           | -           | -           | 28     | -27    |
| 2020-2021            | Villarreal           | PD                   | 2          | -4         | CR              | 5               | -2              | UEL                | 13                 | -9                 | -           | -           | -           | 20     | -15    |
| 2021-2022            | Villarreal           | PD                   | 32         | -28        | CR              | 2               | -2              | UCL                | 12                 | -16                | SU          | 0           | 0           | 46     | -46    |
| 2022-gen. 2023       | Villarreal           | PD                   | 14         | -10        | CR              | 0               | 0               | UECL               | 0                  | 0                  | -           | -           | -           | 14     | -10    |
| Totale Villarreal    | Totale Villarreal    | Totale Villarreal    | 48         | -42        |                 | 7               | -4              |                    | 25                 | -25                |             | 0           | 0           | 80     | -71    |
| gen.-giu. 2023       | Ajax                 | ED                   | 19         | -20        | CO              | 4               | -2              | UEL                | 2                  | -3                 | -           | -           | -           | 25     | -25    |
| 2023-2024            | Ajax                 | ED                   | 7          | -12        | CO              | 0               | 0               | UEL+UECL           | 0+0                | 0+0                | -           | -           | -           | 7      | -12    |
| Totale Ajax          | Totale Ajax          | Totale Ajax          | 26         | -32        |                 | 4               | -2              |                    | 2                  | -3                 |             | -           | -           | 32     | -37    |
| 2023-2024            | Jong Ajax            | EED                  | 1          | 0          | -               | -               | -               | -                  | -                  | -                  | -           | -           | -           | 1      | 0      |
| 2024-2025            | Olympique Marsiglia  | L1                   | 17         | -20        | CF              | -               | -               | -                  | -                  | -                  | -           | -           | -           | 17     | -20    |
| Totale carriera      | Totale carriera      | Totale carriera      | 316        | -355       |                 | 29              | -22             |                    | 36                 | -39                |             | 0           | 0           | 381    | -416   |

### Cronologia presenze e reti in nazionale
| Cronologia completa delle presenze e delle reti in nazionale ― Argentina | Cronologia completa delle presenze e delle reti in nazionale ― Argentina | Cronologia completa delle presenze e delle reti in nazionale ― Argentina | Cronologia completa delle presenze e delle reti in nazionale ― Argentina | Cronologia completa delle presenze e delle reti in nazionale ― Argentina | Cronologia completa delle presenze e delle reti in nazionale ― Argentina | Cronologia completa delle presenze e delle reti in nazionale ― Argentina | Cronologia completa delle presenze e delle reti in nazionale ― Argentina |
| Data                                                                     | Città                                                                    | In casa                                                                  | Risultato                                                                | Ospiti                                                                   | Competizione                                                             | Reti                                                                     | Note                                                                     |
| ------------------------------------------------------------------------ | ------------------------------------------------------------------------ | ------------------------------------------------------------------------ | ------------------------------------------------------------------------ | ------------------------------------------------------------------------ | ------------------------------------------------------------------------ | ------------------------------------------------------------------------ | ------------------------------------------------------------------------ |
| 7-9-2018                                                                 | Los Angeles                                                              | Argentina                                                                | 3 – 0                                                                    | Guatemala                                                                | Amichevole                                                               | -                                                                        |                                                                          |
| 21-11-2018                                                               | Mendoza                                                                  | Argentina                                                                | 2 – 0                                                                    | Messico                                                                  | Amichevole                                                               | -                                                                        | 59’                                                                      |
| 29-3-2022                                                                | Guayaquil                                                                | Ecuador                                                                  | 1 – 1                                                                    | Argentina                                                                | Qual. Mondiali 2022                                                      | -1                                                                       |                                                                          |
| 24-9-2022                                                                | Miami Gardens                                                            | Argentina                                                                | 3 – 0                                                                    | Honduras                                                                 | Amichevole                                                               | -                                                                        |                                                                          |
| 10-10-2024                                                               | Maturín                                                                  | Venezuela                                                                | 1 – 1                                                                    | Argentina                                                                | Qual. Mondiali 2026                                                      | -1                                                                       |                                                                          |
| 15-10-2024                                                               | Buenos Aires                                                             | Argentina                                                                | 6 – 0                                                                    | Bolivia                                                                  | Qual. Mondiali 2026                                                      | -                                                                        |                                                                          |
| Totale                                                                   |                                                                          | Presenze                                                                 | 6                                                                        |                                                                          | Reti                                                                     | -2                                                                       |                                                                          |

## Palmarès

### Club
- UEFA Europa League: 1

Villarreal: 2020-2021

### Nazionale
- Coppa dei Campioni CONMEBOL-UEFA: 1

Finalissima 2022
- Campionato mondiale: 1

Qatar 2022
- Coppa America: 1

Stati Uniti 2024

### Individuale
- Squadra della stagione della UEFA Europa League: 1

2020-2021